# Флоридский кролик
Флори́дский кро́лик (лат. Sylvilagus floridanus) — млекопитающее рода американских жёсткошерстных кроликов (Sylvilagus) отряда зайцеобразных. Вид широко распространён на территории США и проник даже в Южную Америку.

## Распространение
Распространён на востоке США, кроме Новой Англии, западная граница ареала проходит по штатам: Северная Дакота, Канзас, Техас, Аризона и северу Нью-Мексико. Вид также распространён в некоторых странах Центральной Америки и в Венесуэле.

## Образ жизни
Обитает на обширном пространстве в разнообразной обстановке, от тропиков до регионов со снежной зимой. Активен в основном ночью, изредка ранним вечером. Большую часть светлого времени суток флоридский кролик проводит в неглубокой ямке или в густых зарослях. Зимой, когда выпадает толстый слой снега, флоридский кролик перемещается в основном под снегом, прорывая сложную систему ходов, соединяющих места кормёжки.

### Питание
Питается в основном травой, иногда дополняя свой рацион древесной корой, ветками, семенами. Пищеварительная система у флоридского кролика имеет особое строение, приспособленное к потреблению корма в невероятно больших объёмах, поэтому часть переваренной пищи выводится из организма в виде мягких зеленоватых комков и съедается повторно, остальная часть выделяется в виде твёрдого помёта.

### Повадки
Флоридские кролики предпочитают держаться поодиночке, иногда образуют маленькие группы.

### Продолжительность жизни
В диких условиях продолжительность жизни флоридского кролика составляет 2—3 года, в неволе же может достигать 10 лет.

## Размножение
- Половое созревание: с 5—6 месяцев
- Период спаривания: февраль—сентябрь
- Беременность: 26—29 суток
- Количество детёнышей в помёте: 3—7
- Количество помётов в год: в среднем 4—5

## Влияние человека
Голодные флоридские кролики довольно часто наносят большой ущерб урожаю зерновых и других культур, поэтому на них активно охотятся фермеры и любители спортивной охоты. Бегает флоридский кролик довольно медленно, и, будучи обнаруженным, старается затаиться, поэтому особи, обитающие вблизи населённых пунктов, являются лёгкой добычей.

## Галерея

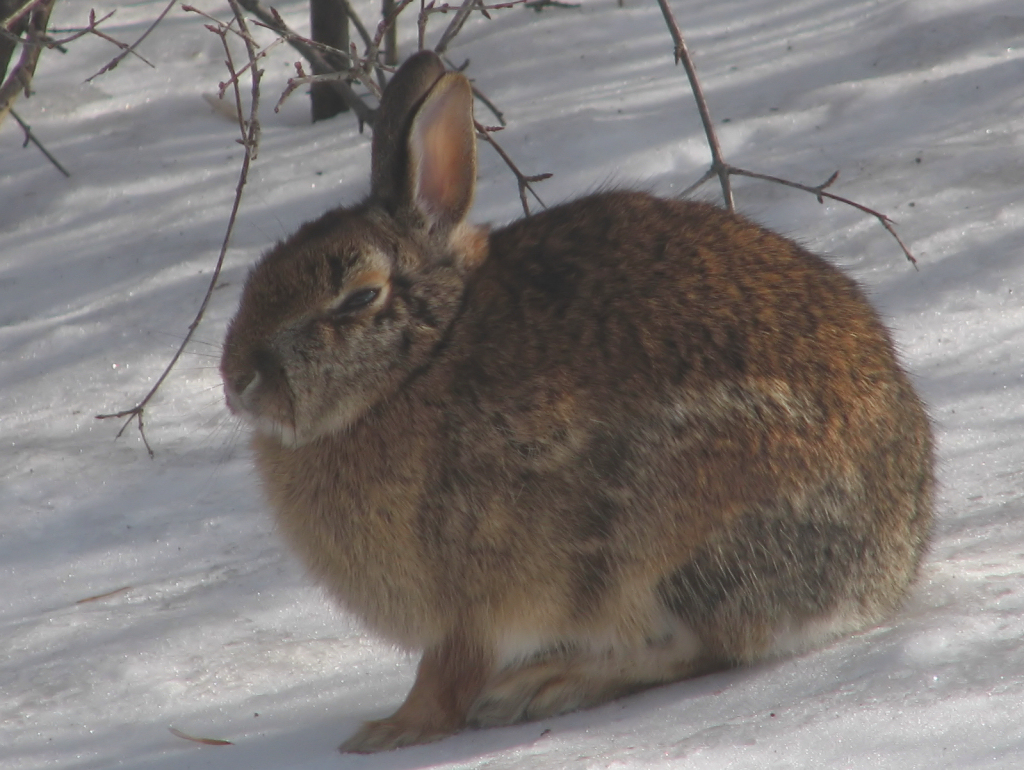
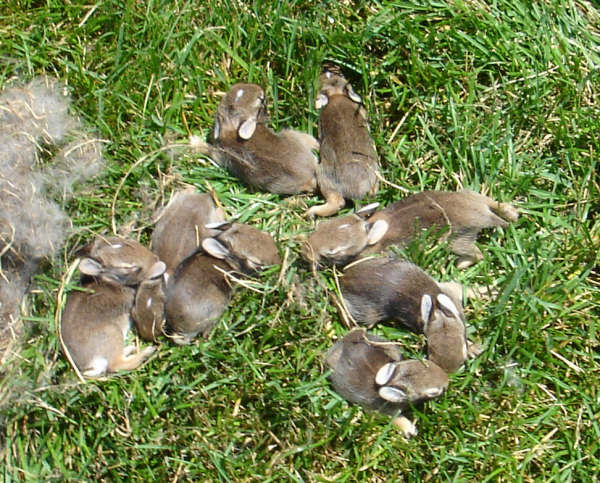
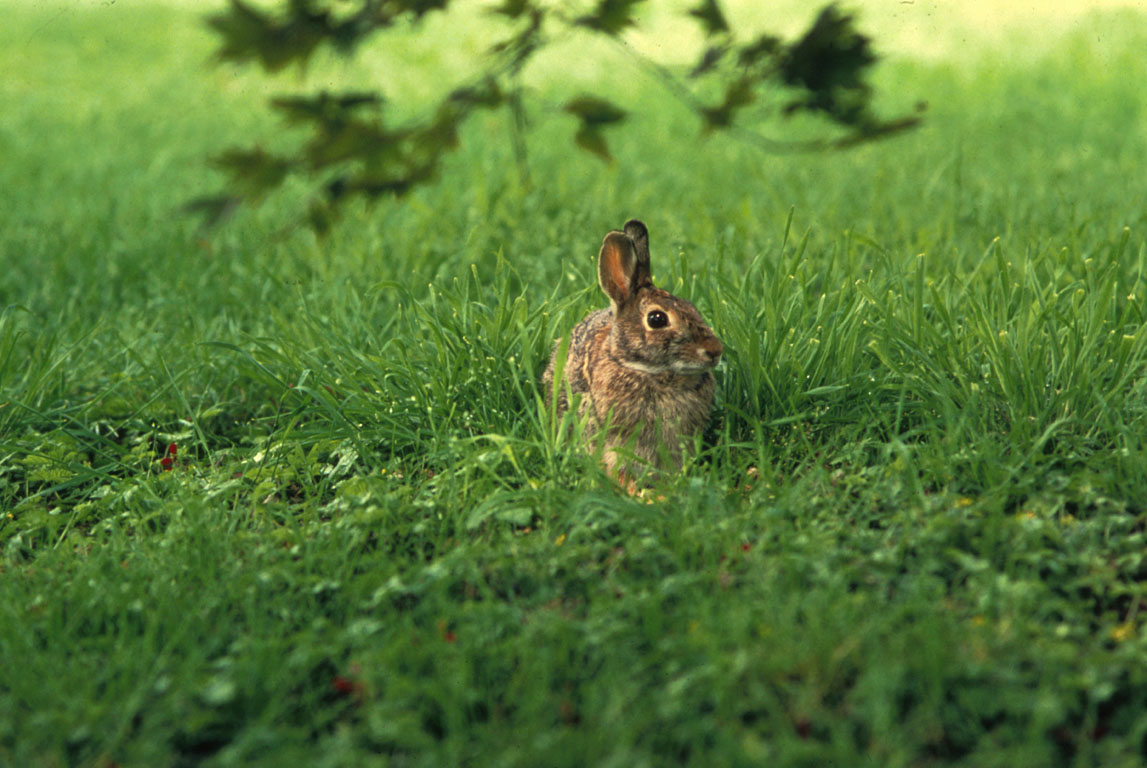
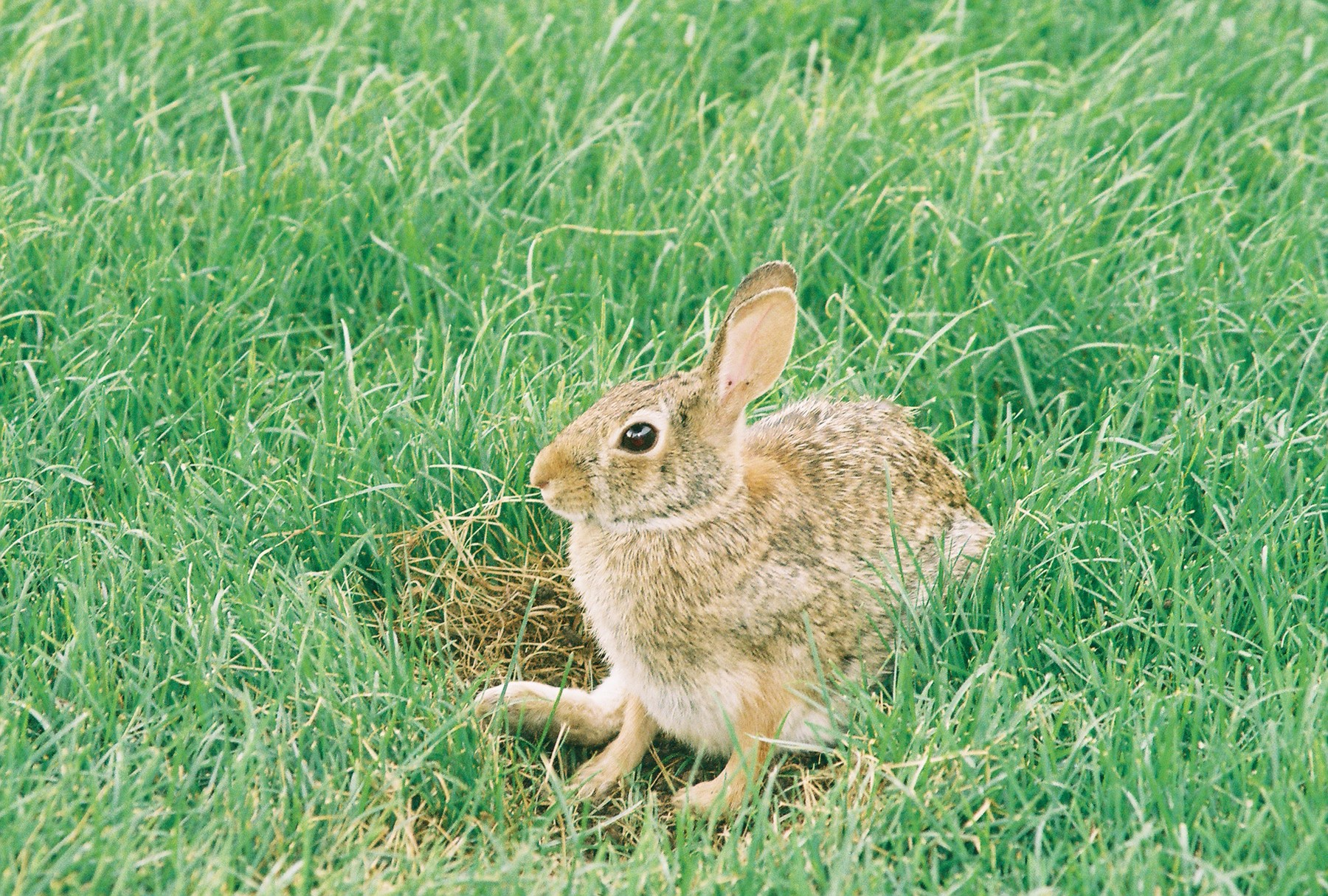
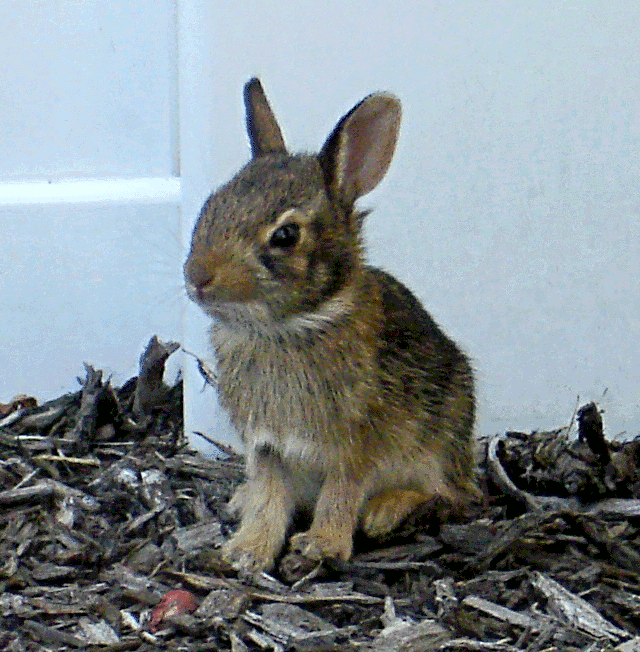
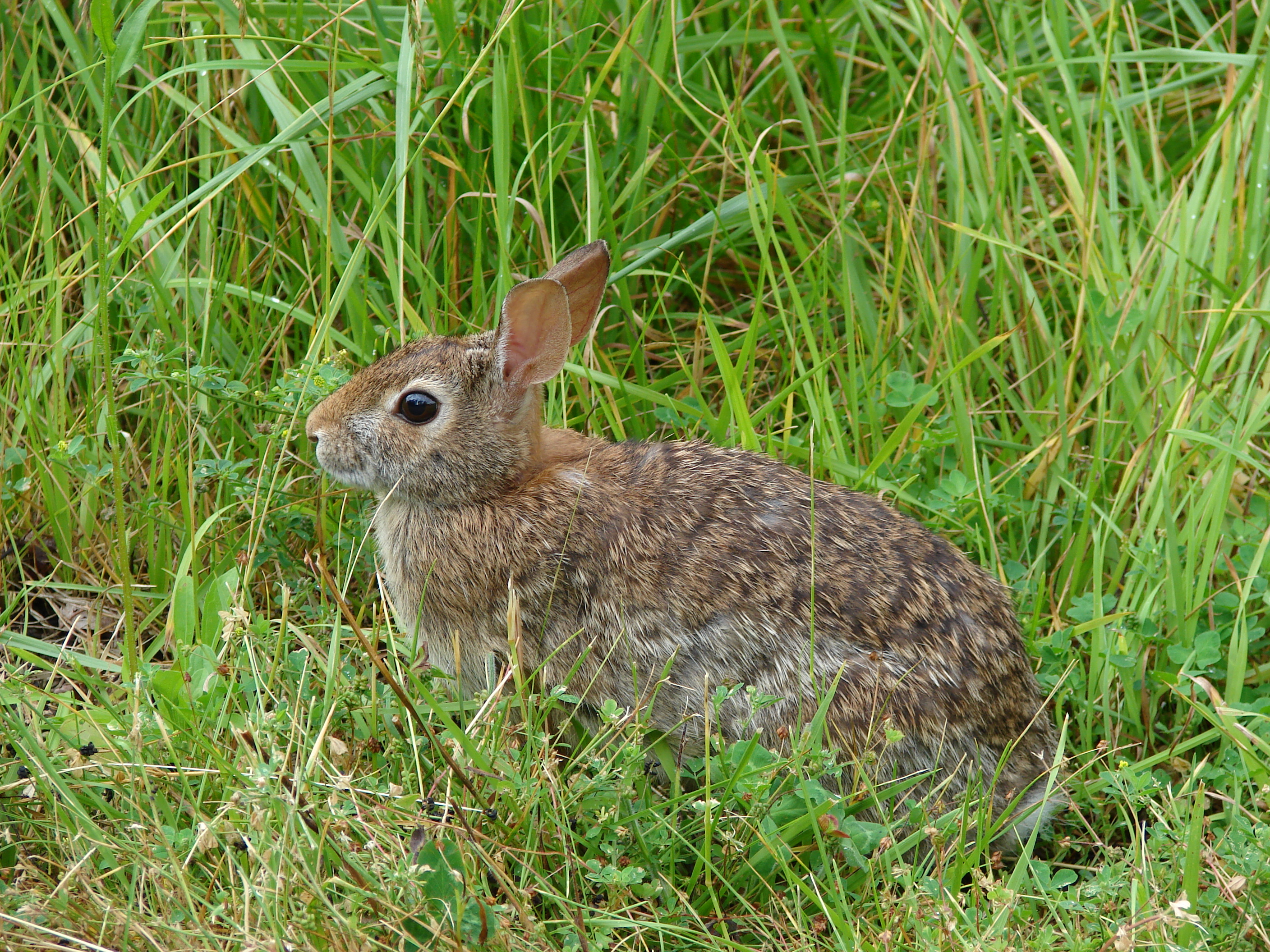